# Every Day I Have the Blues
Every Day I Have the Blues (parfois orthographiée Everyday I have the blues) est une chanson de blues qui a connu diverses interprétations. Une première version est attribuée à Aaron « Pinetop » Sparks et son frère Milton, (ou Marion). Elle est d'abord jouée par les frères Sparks dans les tavernes de Saint-Louis, avant d'être enregistrée le 28 juillet 1935 par Pinetop Sparks avec Henry Townsend à la guitare. La chanson est un blues à 12 mesures caractérisée par le jeu de piano et de la voix de fausset de Pinetop. Le premier vers commence par cette phrase : « Every day, every day I have the blues ».
Après une reprise par Memphis Slim en 1949, il devient un standard de blues avec des interprétations par de nombreux artistes. Quatre versions différentes d'Every Day I Have the Blues ont atteint le Top Ten du classement Rhythm & Blues du magazine Billboard et deux — l'une par le Count Basie Orchestra avec Joe Williams et l'autre par B. B. King — ont reçu le Grammy Hall of Fame Award.

## Versions d'après-guerre
En 1949, Memphis Slim enregistre cette chanson retravaillée sous le titre Nobody Loves Me. S'il utilise les vers d'ouverture des frères Sparks, il a réécrit le reste des paroles, et chante la mélodie dans une tessiture plus grave :
Nobody loves me, nobody seems to care (2×)
 Speaking of bad luck people, you know I've had my share
Nobody Loves Me est publié en face B du single Angel Child. Si la face A devient un tube (#6 R&B), Nobody Loves Me n'est pas classé dans les charts. Toutefois, quand Lowell Fulson, accompagné de Lloyd Glenn, reprend l'arrangement de Memphis Slim en 1950, mais avec le titre original des frères Sparks, la chanson devient un hit et reste 23 semaines dans les charts R&B, atteignant le top 3. La version plus lente de Fulson, avec saxophone et solos de guitare, influencera celle de B.B. King.
Le chanteur de jazz Joe Williams, rencontre le succès avec deux enregistrements différents de ce morceau. La première version, enregistrée avec le King Kolax Orchestra en 1952 (Checker 762), atteint la 8e place dans les charts R&B. En 1955, il enregistre  à New York une deuxième version, peut-être la plus célèbre, avec le Count Basie Orchestra, simplement intitulée Every Day. Elle comprend un arrangement façon big-band et passe 26 semaines dans les charts R&B, se classant numéro 2. Malgré la création plus ancienne des Sparks, la plupart des versions sont crédités à Memphis Slim, (de son vrai nom, John Chatman, ou de son pseudonyme, Peter Chatman). En raison de leur succès,  les droits d'auteurs touchés par Memphis Slim à la suite des succès rencontrés ultérieurement par d'autres artistes « étaient suffisants pour acheter une Rolls Royce pour se promener avec autour de Paris », selon l'écrivain Colin Escott.
Singles de B. B. "Blues Boy" King And His Orchestra
You Upset Me Baby
(1954) Lonely And Blue
(1955)

## Versions de B. B. King
B. B. King enregistre Every Day I Have the Blues en 1955. King attribue l'attrait de la chanson à l'arrangement de Maxwell Davis: « Il a écrit un tableau d'Every Day I Have the Blues avec un son clair et détendu que je n'avais jamais entendu auparavant. Je l'ai tellement aimé, j'en ai fait mon thème... Maxwell Davis n'a pas écrit majestueusement il a écrit naturellement, ce qui était mon truc. Il a créé une atmosphère qui me permet de me détendre. » La chanson est enregistrée à Hollywood dans le vieux studio de Capitol Records sur Melrose Avenue qui, selon Joe Bihari de RPM Records, « avait un meilleur son » que le nouveau studio dans la récente tour de la maison de disques.
La chanson, publiée en single par B. B. "Blues Boy" King And His Orchestra, atteint la 8e place dans les charts R&B et deviendra un incontournable de son répertoire. Elle apparaît sur plusieurs disques de King, dont son premier album Singin' the Blues, les albums live Live at the Regal et Live in Cook County Jail, le coffret 40th Anniversary Deluxe Box de Get Yer Ya-Ya's Out! des Rolling Stones, ainsi que dans diverses compilations.

## Influence et reconnaissance
Every Day I Have the Blues a reçu deux Grammy Hall of Fame Award :  en 1992 pour la version de Count Basie avec Joe Williams de 1955, et en 2004 pour celle de B. B. King. En 2019, le morceau est intronisé au Blues Hall of Fame de la Blues Foundation comme un « enregistrement classique du blues ». À la suite de B.B. King, de nombreux artistes ont enregistré la chanson.

### Reprises
Every Day I Have the Blues a été repris notamment par :
- Elton John (avec son groupe Bluesology, 1966)
- Chuck Berry (1967)
- T-Bone Walker (1969)
- Fleetwood Mac (1969)
- James Brown (1970)
- Otis Rush (1974)
- Dee Dee Bridgewater (1974)
- Big Joe Turner, Pee Wee Crayton et Sonny Stitt (1975)
- Stevie Ray Vaughan (1975)
- Buddy Guy et Junior Wells (1978)
- Albert King (1990)
- Natalie Cole (1999)
- Santana (2000)
- Tony Bennett et Stevie Wonder (2001)
- John Mayer (2007)
- Eric Clapton, B.B. King, Robert Cray et Jimmy Vaughn (2013)
- Van Morrison et Joey DeFrancesco (2018)